# Hesselmed
Hesselmed er en herregård i Ål Sogn i det tidligere Ribe Amt. Gårdens første kendte ejere var adelsslægten Juel i begyndelsen af 1500-tallet. Den nuværende hovedbygning er opført i 1745 efter en brand, der havde lagt det gamle hus i ruiner. Under den nuværende hovedbygning findes dog en antagelig middelalderlig kælder. 
I 1921 blev jorden og udbygningerne erhvervet af Ribe Amts Udstykningsforening. Jorden udgjorde da 230 tønder land ager og 170 tønder land hede og klitter. Agerjorden blev udstykket til ni husmandsbrug, mens hede og klitter blev købt af staten. Til den gamle hovedbygning hører der i dag ca. 5 hektar parkanlæg. 

## Historie
Hesselmed tilhørte ca. 1500 Niels Juel, hans søn Jens Juel, † 1552 eller 53, hans enke Vibeke Lunge og sønnen Vincents Juel, † 1579, der også ejede Gjorslev (se II S. 854), dennes søn Peder Juel († paa Gjorslev 1612), som endnu 1607 ejede Hesselmed. 
1609 ejedes den af Christen Lange († 1657), der havde købt den. Hans arvinger havde den i fællesskab, indtil de 1684 skødede den til Niels Nielsen, Forpagter på Endrupholm, og Anders Nielsen til Søvig. Efter Niels Nielsens død 1708 tilfaldt hans halvdel dattersønnen Johs. Müller, medens Anders Nielsens enke 1717 skødede sin del (13 Td. H.) med Søvig til Etatsrd. Ole Krabbe til Bjerre. 
Gården blev atter samlet af Christen Sørensen Rygaard († 1722), der 1718 fik Müllers del og 1722 Krabbes del tilskødet. Sønnen Søren Rygaard, † 1769, kompletterede Godset; hans Enke overtog den 1770 (25, Tiender 72, Bøndergods 240)  for 33.091 Rd. og ægtede 1771 Christen Hansen, senere Kancelliråd, † 1786. Enken, som døde 1809, overdrog den til sin adoptivsøn Søren Hansen, † 1835 (han overtog den for 7000 Rd.), hvis Datter bragte den til sin Mand J. V. Stockholm († 1895), der
er kendt for sin Virksomhed for Klitplantningen. Hans Svigersøn J. S. Windfeld
overtog den 1873 og overlod den 1898 til Sønnen Jens Windfeld. 
Hovedbygningen, der oprindeligt skal være opført 1532 af Jens Juel, brændte 1745, hvorpå den nuværende byggedes af Grundmur i et Stokværk med kvist mod Nord og Syd. 

## Ejere af Hesselmed
- (ca. 1500) Niels Juel
- (1525-ca. 1552) Jens Juel
- (ca. 1552) Vibeke Lunge (enke)
- (ca. 1552-1579) Vincents Juel (søn)
- (1579-1606) Elsebe Svave (enke)
- (1606-ca. 1609) Peder Juel (søn)
- (ca. 1609-ca. 1657) Christen Lange
- (ca. 1657-1684) Christen, Barbara, Anna og Ide Lange (børn af foregående)
- (1684-1708) Anders Nielsen & Niels Nielsen

Niels Nielsens anpart
- (1708-1716) Johannes Müller (parthaver, dattersøn af Niels Nielsen)
- (1716-1722) Christen Sørensen Rygaard (parthaver – køber Johannes Müllers part)

Anders Nielsens anpart
- (1708-1717) Hedevig Elisabeth Hvas
- (1717-1722) Ole Krabbe

- (1722) Christen Sørensen Rygaard (eneejer)
- (1722-1769) Søren Christensen Rygaard (søn)
- (1769-1771) Dorthe Margrethe Rosenberg (enke)
- (1771-1786) Christian Hansen (ny ægtemand)
- (1786-1809) Dorthe Margrethe Rosenberg (enke – 2. gang)
- (1809-1835) Søren Hansen
- (1835-1845) Enkefru Hansen (?)
- (1845-1873) I.V. Stockholm (svigersøn)
- (1873-1898) J.S. Windfeld (svigersøn)
- (1898-1921) Jens V.S. Windfeld (søn)
- (1931-1942) Enkefru Windfeld – senere gift Nissen
- (1942-1955) Janus Andreassen,
- (1955-1979) Karl Verner Larsen
- (1979-1987) Blåvandshuk Kommune
- (1987-2003) Merete Haaning
- (2003-2006) Blåvandshuk Kommune
- (2006-) Iben og Steen Slaikjær